# Služátky
Služátky är en ort i Tjeckien.   Den ligger i regionen Vysočina, i den centrala delen av landet, 90 km sydost om huvudstaden Prag. Služátky ligger 460 meter över havet och antalet invånare är 161.
Terrängen runt Služátky är platt åt nordost, men åt sydväst är den kuperad. Runt Služátky är det ganska tätbefolkat, med 54 invånare per kvadratkilometer. Närmaste större samhälle är Havlíčkův Brod, 13,7 km sydost om Služátky. Omgivningarna runt Služátky är en mosaik av jordbruksmark och naturlig växtlighet.